# Batalha de Agnadello

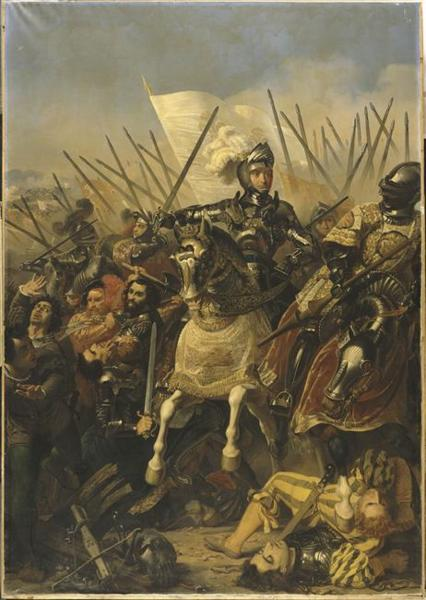
Batalha de Agnadel, 14 de maio de 1509, pintura de Pierre-Jules Jollivet

A Batalha de Agnadello, também conhecida como Vailà, foi uma das batalhas mais significativas da Guerra da Liga de Cambrai e uma das maiores batalhas das Guerras Italianas.

## Antecedentes
Em 15 de abril de 1509, um exército francês sob o comando de Luís XII deixou Milão e invadiu o território veneziano. Para se opor ao seu avanço, Veneza havia reunido um exército mercenário perto de Bérgamo, comandado conjuntamente pelos primos Orsini, Bartolomeo d'Alviano e Niccolò di Pitigliano. Os Orsini tinham ordens para evitar um confronto direto com o avanço dos franceses e passaram as semanas seguintes em escaramuças leves.
Em 9 de maio, entretanto, Louis cruzou o rio Adda em Cassano d'Adda. Alviano e Pitigliano, acampados ao redor da cidade de Treviglio, discordaram sobre como lidar com Luís, já que Alviano queria atacar os franceses desafiando suas ordens; eles finalmente decidiram se mover para o sul em direção ao rio Po em busca de melhores posições.

## Batalha
Em 14 de maio, enquanto o exército veneziano avançava para o sul, a retaguarda de Alviano, comandada por Piero del Monte e Saccoccio da Spoleto, foi atacada por um destacamento francês comandado por Gian Giacomo Trivulzio, que havia concentrado suas tropas ao redor da vila de Agnadello. Alviano, que estava em Pandino, apressou-se a posicionar suas forças, cerca de oito mil, em um cume com vista para alguns vinhedos. Carlos II tentou atacar, primeiro com cavalaria e depois com piqueiros suíços, mas os franceses, forçados a marchar por uma encosta atravessada por valas de irrigação, que logo se encheram de lama da chuva torrencial, não conseguiram romper as linhas venezianas.
Pitigliano avançava à frente de Alviano e estava a vários quilômetros de distância quando os franceses começaram o ataque. Em resposta ao pedido de ajuda de Alviano, ele enviou uma nota sugerindo que uma batalha campal deveria ser evitada e continuou sua marcha para o sul.
Enquanto isso, Louis, com o restante do exército francês, chegou a Agnadello. Os franceses cercaram Alviano por três lados e destruíram suas forças nas três horas seguintes. A cavalaria veneziana atacou o centro do exército francês para aliviar a pressão sobre a infantaria. Apesar de ter sido inicialmente bem-sucedida, a cavalaria veneziana logo foi superada em número e cercada; quando o próprio Alviano foi ferido e capturado, a formação desabou e os cavaleiros sobreviventes fugiram do campo de batalha. Do comando de Alviano, mais de quatro mil foram mortos, incluindo seus comandantes Spoleto e del Monte, e 30 peças de artilharia foram capturadas.
Embora Pitigliano tenha evitado enfrentar os franceses diretamente, a notícia da batalha chegou a ele naquela noite e a maioria de suas forças havia desertado pela manhã. Diante do contínuo avanço do exército francês, ele recuou apressadamente em direção a Treviso e Veneza. Louis então passou a ocupar o restante da Lombardia.
A batalha é mencionada em O Príncipe de Maquiavel, observando que em um dia, os venezianos "perderam o que levaram oitocentos anos de esforço para conquistar".

## Resultado
O historiador econômico Niall Ferguson sugere que o colapso dos títulos venezianos monte nuovo de 102% de seu valor de face para 40% foi uma consequência direta da derrota dos venezianos em Agnadello.